# Raymond I van Thouars
Raymond I van Thouars (overleden in 1234) was van 1229 of 1230 tot aan zijn dood burggraaf van Thouars.

## Levensloop
Raymond I was de vierde zoon van burggraaf Godfried IV van Thouars uit diens huwelijk met Aimée, dochter van heer Hugo VII van Lusignan. Na de dood van zijn oudere broers Amalrik VII en Hugo I werd hij in 1229 of 1230 burggraaf van Thouars.
Hij raakte betrokken in het conflict tussen de Plantagenets en de Capetijnen. Aanvankelijk steunde Raymond koning Lodewijk IX van Frankrijk en diens moeder, regentes Blanca van Castilië, maar onder impuls van heer Hugo X van Lusignan koos hij later de zijde van koning Hendrik III van Engeland, die op dat moment een invasie in Poitou uitvoerde. 
Raymond I van Thouars overleed in 1234. Voor zover bekend bleef hij ongehuwd en kinderloos. Hij werd als burggraaf van Thouars opgevolgd door zijn neef Gwijde I, de zoon van zijn broer Amalrik VII.